# Parc naturel régional Normandie-Maine
Le parc naturel régional Normandie-Maine est un parc naturel régional français créé le 23 octobre 1975. Re-labellisé en 2008, il couvre désormais 257 214 hectares sur 164 communes de l’Orne, de la Manche, de la Mayenne et de la Sarthe et s’étend ainsi sur deux régions : la Normandie et les Pays de la Loire.
Il est reconnu géoparc mondial par l'Unesco le 5 septembre 2023, labellisation qui sera officialisé en avril 2024,.

## Géomorphologie

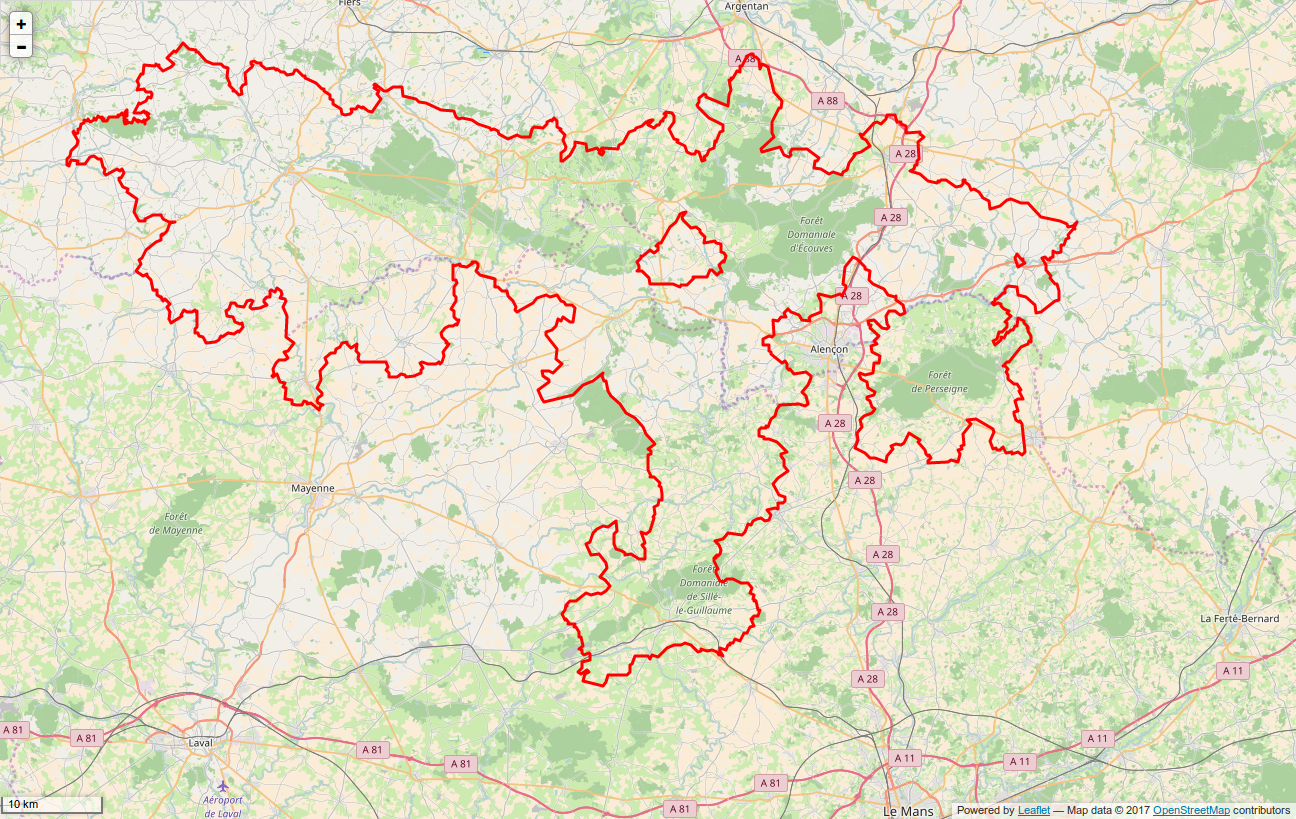
Périmètre du PNR.

Le territoire du parc Normandie-Maine s’articule autour d’un ensemble de lignes de crêtes gréseuses couronnées de vastes forêts qui s’étirent sur 100 kilomètres d’ouest en est et regroupent les points culminants de l’Ouest de la France. Cette géomorphologie contrastée a participé, au fil des siècles, à l'organisation du territoire. On identifie d'une part les secteurs d’altitude et de fortes pentes, moins peuplés et cumulant les contraintes d’exploitation (enclavement, mauvaise exposition, sols superficiels et caillouteux…) qui ont connu et connaissent des modes de faire-valoir fragiles et plutôt extensifs permettant la conservation d’une certaine "authenticité" des paysages. D'autre part, il y a les secteurs, plus humanisés et souvent plus ouverts qui sont soumis à des systèmes d’exploitation plus intensifs et qui accueillent la majeure partie des habitants du territoire.
Le territoire du parc est ainsi composé de différents éléments de paysage :
- Les forêts
- Les bocages
- Les campagnes ouvertes
- Les espaces urbanisés

## Des monts et des marches
Le territoire du parc est jalonné de nombreux « sites naturels », hauts lieux et curiosités touristiques. Il s’agit essentiellement de sites atypiques en Pays de la Loire et en Normandie et, de ce fait, bénéficiant déjà d’une appréciable fréquentation locale et de villégiature : escarpements rocheux, à-pics, sites d’eaux vives, belvédères naturels parfois couronnés d’un château, parfois encadrés d’une cité thermale ou d’une ville médiévale. Ce premier ensemble de sites est identifié sous le nom générique de « monts ».
Outre leurs caractéristiques naturelles communes et, en particulier, leur rôle d’importante ligne de partage des eaux, les monts qui charpentent le territoire du parc partagent une longue histoire de frontière culturelle : en témoigne le riche patrimoine de camps protohistoriques, de places fortes, d’abbayes qui les jalonnent. Les découpages administratifs régionaux et départementaux actuels rappellent l’identité « frontalière » du parc. Ces « Marches historiques » correspondant au pays du Passais, séparant jadis la Normandie de l'ancienne province du Maine, forment le second pilier du dispositif proposé. Le parc a actuellement identifié vingt-sept sites appartenant à ce réseau de monts et de marches :
- Les cascades et la chapelle de Mortain
- Le mont Margantin
- La fosse Arthour, classée espace naturel sensible
- L'abbaye et le Tertre Bizet à Lonlay-l'Abbaye
- Le donjon et la ville médiévale de Domfront
- La cluse et la vallée d'Ambrières-les-Vallées
- Le gué de Loré
- Les monts du Fer à Dompierre
- Les châteaux forts de Lassay-les-Châteaux qui font partie des Petites cités de caractère des Pays de la Loire
- La tour de Bonvouloir à Juvigny-sous-Andaine
- Le roc au Chien, la cluse et le plan d'eau de Bagnoles-de-l'Orne
- Les gorges de Villiers, classées espace naturel sensible
- La corniche de Pail
- Le château et le musée de Rânes
- Le bourg, la maison du parc et le château de Carrouges
- Le mont des Avaloirs, point culminant de l'ouest de la France (416 m) et son belvédère
- La ville de Sillé-le-Guillaume
- La vallée de Misère et de la Sarthe à Saint-Léonard-des-Bois
- Le prieuré, la chapelle et la tourbière à La Lande-de-Goult
- Le village et la vallée de la Sarthe à Saint-Céneri-le-Gérei, classé parmi l'un des plus beaux villages de France
- Le village et la motte féodale de La Roche-Mabile
- La place forte et les coteaux calcaires de Fresnay-sur-Sarthe qui fait partie des petites cités de caractère des Pays de la Loire
- Le signal d'Écouves, point culminant de Normandie (413 m)
- Le château et la ville d'Alençon
- La ville historique de Sées
- Le bourg et la chapelle des ducs d'Alençon à Essay
- Le belvédère de Perseigne

## Historique

### Création du parc naturel régional Normandie-Maine
Les premières réflexions autour de la création d'un parc naturel régional ont débuté en 1969 pour aboutir à la première charte constitutive du parc le 23 octobre 1975.

### La période 2008 - 2020
Le 15 mai 2008, le classement du parc été renouvelé pour 12 ans par décret du premier ministre. La nouvelle charte s'articule autour de 3 axes et 7 orientations :
- Axe 1. Favoriser la biodiversité en assurant l’équilibre des patrimoines naturels, culturels et socio-économiques du territoire
  - Orientation 1. Approfondir les connaissances sur les patrimoines naturels et humanisés
  - Orientation 2. Renforcer la gestion des patrimoines naturels et humanisés
- Axe 2. Responsabiliser, former et informer pour une gestion durable du territoire
  - Orientation 3. Responsabiliser et contribuer au maintien des patrimoines énergétique, paysager et architectural
  - Orientation 4. Sensibiliser à l’environnement
  - Orientation 5. Utiliser le territoire comme vecteur de communication

- Axe 3. Promouvoir les productions et les activités respectueuses du territoire
  - Orientation 6. Encourager les alternatives à l’intensification et au sur-développement
  - Orientation 7. Favoriser les activités identitaires du territoire

Le parc Normandie-Maine est aujourd'hui présidé par Maryse Oliveira, conseillère départementale de l’Orne.

## Les communes et villes portes adhérentes du parc

### Les communes du parc
- Aillières-Beauvoir (72)
- Ambrières-les-Vallées (53)
- Ancinnes (72)
- Antoigny (61)
- Assé-le-Boisne (72)
- Aunay-les-Bois (61)
- Avrilly (61)
- Bagnoles-de-l'Orne (61)
- Barenton (50)
- Beaulandais (61)
- Beauvain (61)
- Bion (50)
- Boitron (61)
- Boulay-les-Ifs (53)
- Bourg-le-Roi (72)
- Bursard (61)
- Carrouges (61)
- Ceaucé (61)
- Chahains (61)
- Champfrémont (53)
- Champsecret (61)
- Chassé (72)
- Chenay (72)
- Colombiers (61)
- Coulonges-sur-Sarthe (61)
- Couptrain (53)
- Couterne (61)
- Crissé (72)
- Cuissai (61)
- Domfront (61)
- Dompierre (61)
- Douillet (72)
- Essay (61)
- Fontenai-les-Louvets (61)
- Francheville (61)
- Gandelain (61)
- Geneslay (61)
- Ger (50)
- Gesvres (53)
- Haleine (61)
- Hauterive (61)
- Héloup (61)
- Joué-du-Bois (61)
- Juvigny-sous-Andaine (61)
- La Baroche-sous-Lucé (61)
- La Bellière (61)
- La Chapelle-d'Andaine (61)
- La Chapelle-près-Sées (61)
- La Chaux (61)
- La Coulonche (61)
- La Ferrière-aux-Étangs (61)
- La Ferrière-Béchet (61)
- La Ferrière-Bochard (61)
- La Ferté-Macé (61)
- La Fresnaye-sur-Chédouet (72)
- La Haute-Chapelle (61)
- La Lande-de-Goult (61)
- La Motte-Fouquet (61)
- La Pallu (53)
- La Roche-Mabile (61)
- La Sauvagère (61)
- Lalacelle (61)
- Laleu (61)
- Larré (61)
- Lassay-les-Châteaux (53)
- Le Bouillon (61)
- Le Cercueil (61)
- Le Champ-de-la-Pierre (61)
- Le Grez (72)
- Le Housseau-Brétignolles (53)
- Le Ménil-Broût (61)
- Le Ménil-Scelleur (61)
- L'Épinay-le-Comte (61)
- Les Aulneaux (72)
- Les Ventes-de-Bourse (61)
- Lignières-la-Carelle (72)
- Lignières-Orgères (53)
- Livaie (61)
- Livet-en-Saosnois (72)
- Lonlay-l'Abbaye (61)
- Loré (61)
- Louzes (72)
- Lucé (61)
- Magny-le-Désert (61)
- Mantilly (61)
- Marchemaisons (61)
- Méhoudin (61)
- Ménil-Erreux (61)
- Mieuxcé (61)
- Montigny (72)
- Mont-Saint-Jean (72)
- Moulins-le-Carbonnel (72)
- Neauphe-sous-Essai (61)
- Neufchâtel-en-Saosnois (72)
- Neuilly-le-Bisson (61)
- Neuilly-le-Vendin (53)
- Pacé (61)
- Passais (61)
- Perrou (61)
- Pezé-le-Robert (72)
- Pré-en-Pail (53)
- Radon (61)
- Ravigny (53)
- Rennes-en-Grenouilles (53)
- Rouellé (61)
- Rouessé-Vassé (72)
- Roullée (72)
- Rouperroux (61)
- Saint-Aubin-d'Appenai (61)
- Saint-Bômer-les-Forges (61)
- Saint-Brice (61)
- Saint-Calais-du-Désert (53)
- Saint-Céneri-le-Gérei (61)
- Saint-Christophe-le-Jajolet (61)
- Saint-Cyr-du-Bailleul (50)
- Saint-Cyr-en-Pail (53)
- Saint-Denis-de-Villenette (61)
- Saint-Denis-sur-Sarthon (61)
- Saint-Didier-sous-Écouves (61)
- Sainte-Marguerite-de-Carrouges (61)
- Sainte-Marie-du-Bois (53)
- Sainte-Marie-la-Robert (61)
- Saint-Fraimbault (61)
- Saint-Georges-de-Rouelley (50)
- Saint-Georges-le-Gaultier (72)
- Saint-Gervais-du-Perron (61)
- Saint-Gilles-des-Marais (61)
- Saint-Hilaire-la-Gérard (61)
- Saint-Jean-du-Corail (50)
- Saint-Julien-sur-Sarthe (61)
- Saint-Léger-sur-Sarthe (61)
- Saint-Léonard-des-Bois (72)
- Saint-Longis (72)
- Saint-Mars-d'Égrenne (61)
- Saint-Martin-des-Landes (61)
- Saint-Martin-l'Aiguillon (61)
- Saint-Maurice-du-Désert (61)
- Saint-Michel-des-Andaines (61)
- Saint-Nicolas-des-Bois (61)
- Saint-Ouen-le-Brisoult (61)
- Saint-Patrice-du-Désert (61)
- Saint-Paul-le-Gaultier (72)
- Saint-Pierre-des-Nids (53)
- Saint-Pierre-sur-Orthe (53)
- Saint-Rémy-de-Sillé (72)
- Saint-Rémy-du-Val (72)
- Saint-Rigomer-des-Bois (72)
- Saint-Roch-sur-Égrenne (61)
- Saint-Samson (53)
- Saint-Sauveur-de-Carrouges (61)
- Saint-Siméon (61)
- Sées (61)
- Sept-Forges (61)
- Sillé-le-Guillaume (72)
- Sougé-le-Ganelon (72)
- Tanville (61)
- Tessé-Froulay (61)
- Thubœuf (53)
- Torchamp (61)
- Villaines-la-Carelle (72)
- Villepail (53)
- Vimarcé (53)
- Vingt-Hanaps (61)
- Vrigny (61)

### Les villes-portes du parc
- Alençon (61)
- Argentan (61)
- Athis-de-l'Orne (61)
- Bais (53)
- Évron (53)
- Fresnay-sur-Sarthe (72)
- Javron-les-Chapelles (53)
- Le Mêle-sur-Sarthe (61)
- Mamers (72)
- Mortain (50)
- Mortrée (61)
- Rânes (61)
- Villaines-la-Juhel (53)
- Vivoin (72)

## La Maison du parc - Carrouges (Orne)

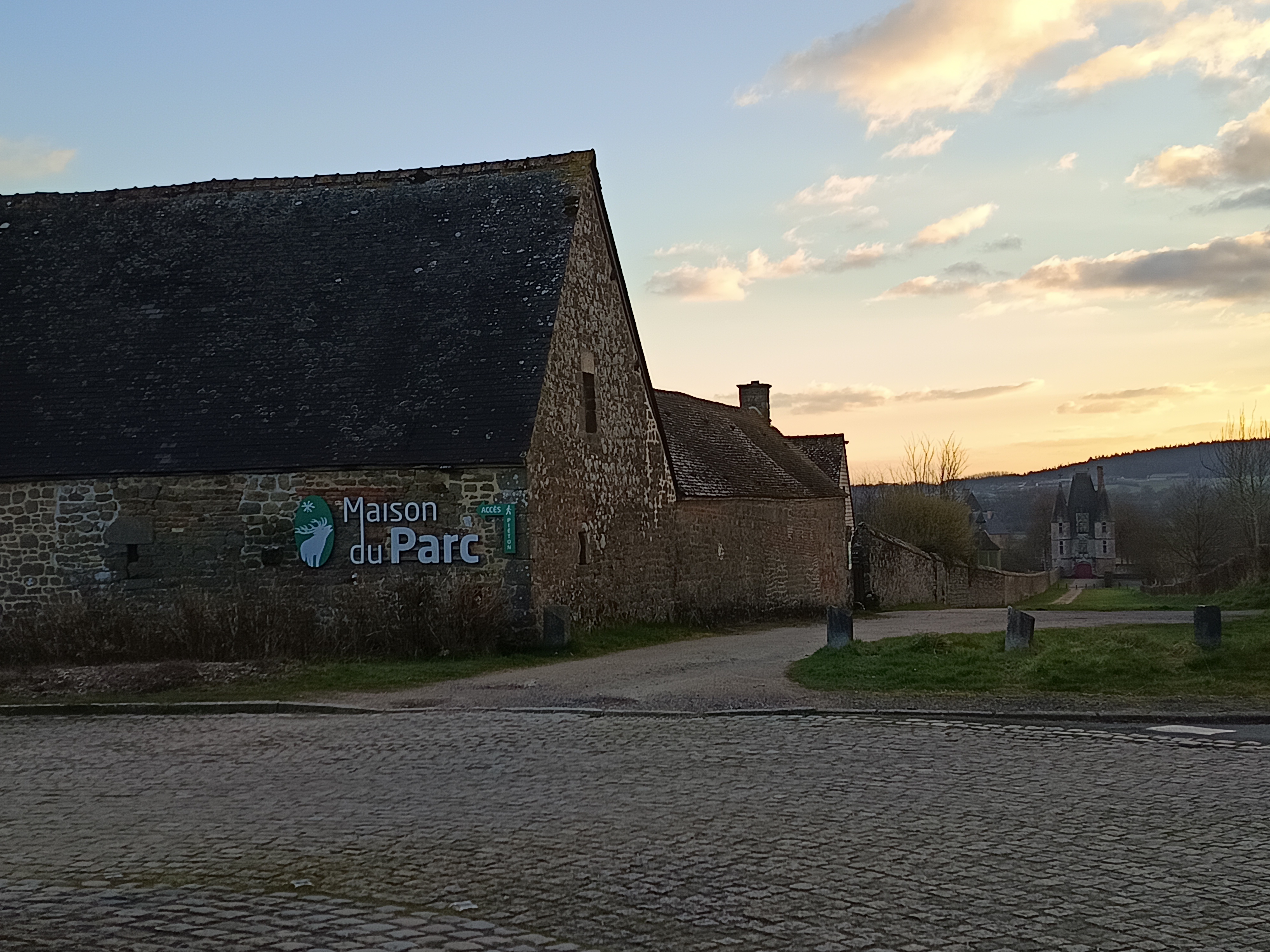
Maison du parc naturel régional Normandie-Maine, avec vue sur le châtelet d'entrée du château, Carrouge, Orne.

La maison du parc située à Carrouges (61) accueille le public pendant la belle saison (fermeture annuelle du 25 décembre au 15 février)
Ce lieu ouvert au public gratuitement permet aux visiteurs de découvrir le territoire du parc naturel régional Normandie-Maine. Un espace muséographie présente ainsi par des maquettes, tableaux, photographies, ambiances sonores et vidéos les paysages du territoire, les pratiques humaines et les divers éléments qui nourrissent l’identité de Normandie-Maine. Un sentier pédagogique accompagne également les visiteurs dans la découverte du verger conservatoire, de la faune et de la flore. La maison du parc propose une boutique de produits du terroir qui met en valeur les artisans du territoire, ainsi qu'un service de location de vélos électriques pour quelques heures ou une journée.
La maison du parc accueille les services techniques du PNR.

## Le Musée du Poiré - Barenton (Manche)
Installée à Barenton, au cœur du bocage normand, la Maison de la pomme et de la poire est un musée qui présente les savoir-faire de la filière cidricole (Cidre, Poiré, Calvados…). Ce musée présente notamment de nombreux outils de fabrication et leur histoire et livre des explications sur la confection des produits ainsi que sur la conduite des vergers de production. Un verger conservatoire, planté entre 1982 et 1984, présente par un sentier ludique de nombreuses variétés de pommes et de poires et permet de découvrir le fonctionnement du pré-verger.

## Patrimoine naturel

### Forêts
18 % de la surface du parc est recouverte de forêts, parmi lesquelles les forêts domaniales des Andaines, d'Écouves, de Perseigne, de Sillé, de Multonne, de la Lande-Pourrie, et encore bien d'autres, de petites forêts ou bois, où les feuillus tiennent une place importante. Les forêts sont riches aussi bien en faune qu'en flore. Cerfs, sangliers, chevreuils ou encore lièvres peuplent les forêts du parc. Les champignons ne sont pas absents à l'automne.

### Bocage
Le Bocage normand s’étend sur l’ouest du parc, formant ainsi les nombreuses parcelles séparées par des haies.

### Hydrographie
Le réseau hydrographique du parc est dense, et il existe de nombreuses rivières qui s’écoulent soit vers la Manche par les bassins versants de la Sélune et de l'Orne, soit vers l'Atlantique par les bassins versants de la Sarthe et de la Mayenne.

## Patrimoine culturel

### Patrimoine architectural
Le territoire du parc présente de nombreux édifices architecturaux, notamment des châteaux et des édifices religieux :
- Abbaye Blanche de Mortain, imposante abbaye granitique
- Collégiale Saint-Évroult et sa salle du trésor à Mortain
- Château de Carrouges
- Château d'Ô
- Château de Sassy
- Château de Lassay
- Château de Sillé-le-Guillaume
- Château de Couterne
- Cathédrale Notre-Dame de Sées et Palais épiscopal
- Église Notre-Dame d'Alençon
- Église Notre-Dame-de-l'Assomption de La Ferté-Macé
- Église Notre-Dame-sur-l'Eau de Domfront
- Abbatiale de Lonlay-l’Abbaye
- Prieuré de Vivoin

### Thermalisme
Station thermale de Bagnoles-de-l'Orne.

### Certains villages remarquables du parc

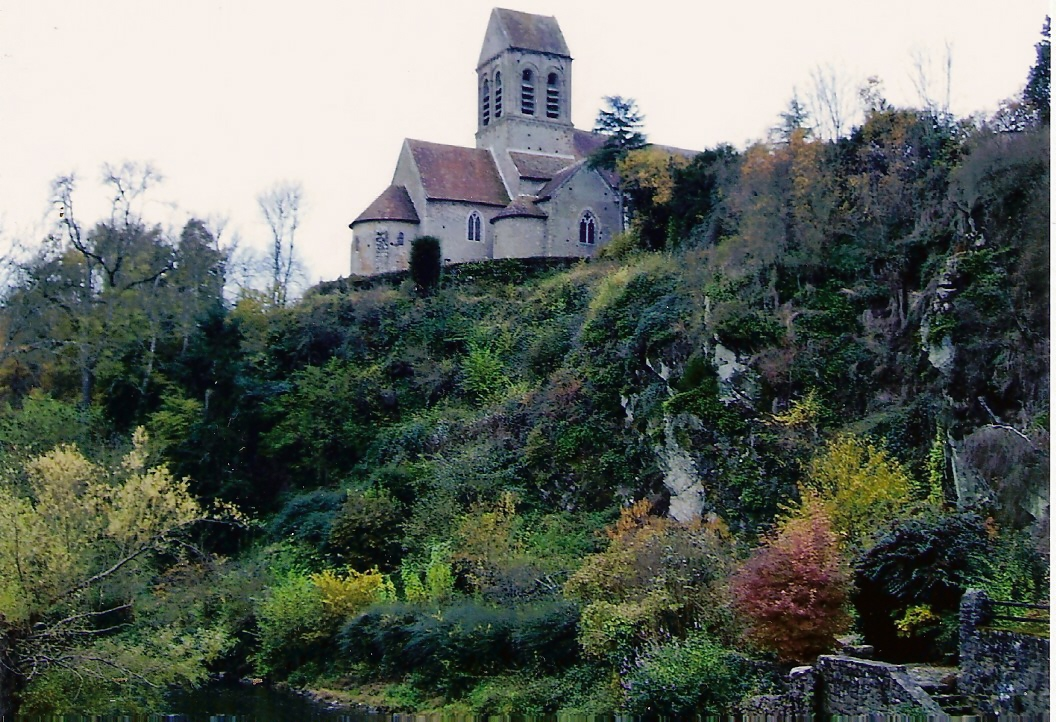
Église de Saint-Céneri-le-Gérei, sur la Sarthe

Le petit village de Saint-Céneri-le-Gérei, situé sur la Sarthe dans le cœur des Alpes Mancelles, à 15 km d’Alençon est un des plus beaux villages de France. Le parc naturel régional Normandie-Maine compte de nombreux autres villages pittoresques parmi lesquels peuvent être cités Saint-Léonard-des-Bois ou Moulins-le-Carbonnel, Saint-Fraimbault, le Champ de la Pierre ou encore Champfremont.

### Traditions et savoir-faire
- La dentelle au point d’Alençon : le "point d'Alençon" est une technique à l'aiguille délicate, mais qui a valu à cette cité dentellière par excellence le titre de « Reine des Dentelles » Musée des Beaux-Arts et de la Dentelle d’Alençon
- La dentelle au point d’Argentan, une autre technique dentellière qui fut rivale de celle de la voisine d’Alençon
- «Maison de la Pomme et de la Poire», située à Barenton dans le Mortainais, expose les traditions et savoir-faire de l’industrie cidricole à partir de la pomme et de la poire, dont la région est le berceau Maison de la Pomme et de la Poire sur le réseau des musées normands.

### Gastronomie
- Poiré
- Cidre
- Pommeau
- Calvados
- Miel
- Confitures
- Sablés et galettes (Biscuiterie de Lonlay-l'Abbaye)
- Gruyère de Carrouges
- Tripes en brochette de la Ferté-Macé

### Sites naturels

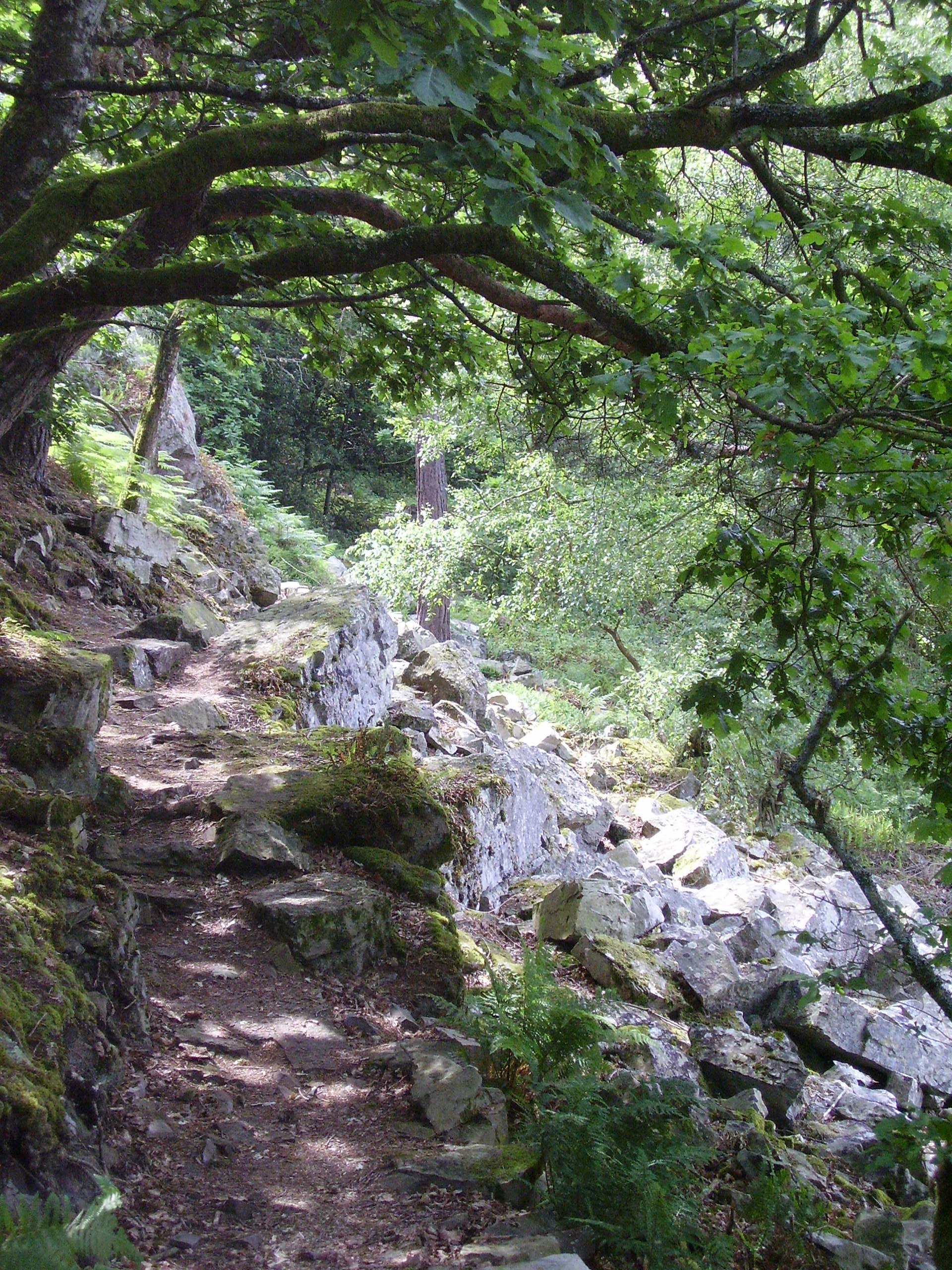
Les gorges de Villiers.

- Les gorges de Villiers, se situant à l'est de la forêt d'Andaine, offrent un site préservé de bois, escarpements, rivière et même légendes et source chaude.
- Les Alpes mancelles.
- la Fosse-Arthour à Saint-Georges-de-Rouelley.
- Les cascades de Mortain, plus grandes cascades du Massif armoricain.
- Belvédère de la petite chapelle Saint-Michel à Mortain, haut lieu du parc, il offre un très beau panorama donnant sur le mont Saint-Michel situé à 42 km de Mortain.
- Le mont des Avaloirs, point le plus élevé de l'Ouest qui culmine à 416,3 m d’altitude[3]. Le belvédère des Avaloirs, spécialement aménagé, offre un panorama sur les environs.

## Valorisation touristique
Le parc naturel est traversé par la véloroute Véloscénie Paris-Le Mont-St-Michel qui comprend un itinéraire sur routes secondaires d'Alençon à Domfront par Carrouges et Bagnoles-de-l'Orne et une voie verte continue de 61 km de Domfront jusqu'à Pontaubault près de la baie du Mont-St-Michel
(27 km)
(44 km).